# Google Notizbuch
Das Google Notizbuch, im Original Google Notebook, war ein Onlinedienst des Unternehmens Google Inc.
Der Dienst konnte als Webanwendung und über eine Firefox-Erweiterung genutzt werden.
Die Weiterentwicklung des Dienstes sowie das Anlegen neuer Benutzer wurde im Januar 2009 eingestellt. 2011 wurde der Dienst dann komplett abgestellt, alle noch vorhandenen Notizen der Benutzer wurden zu Google Docs exportiert.

## Beschreibung

### Webanwendung
Ein Nutzer konnte im Google Notizbuch kurze Notizen, eigene Texte, aber auch Informationen und Links anlegen. Um die Informationen zu ordnen, könnte man beliebig viele Notizbücher anlegen, die mit dem dafür benötigten Google Account verknüpft waren. Das Notizbuch konnte man entweder über die entsprechende Seite aufrufen oder in die personalisierte Startseite iGoogle eingebunden.

### Firefox-Erweiterung
Für den Webbrowser Firefox stand eine Erweiterung in den Google Labs bereit, mit der man Texte über das Kontextmenü oder entsprechende Links auf der Google-Suchergebnisseite hinzufügen konnte.

## Nachfolger
- Google Notizen (englisch Google Keep) (seit 2013)